# Семёнов, Святослав Николаевич
Святосла́в Никола́евич Семёнов (род. 2 февраля 1962 года) — советский пловец, заслуженный мастер спорта СССР.

## Карьера
Воспитанник киевского плавания. На чемпионате мира 1982 года завоевал две серебряные награды — на дистанциях 400 и 1500 метров.
На Универсиаде 1981 года завоевал золото (эстафета 4х200м в/с).
Кубок Европы 1982 — бронза (200м в/с).
На Универсиаде 1983 года завоевал золото (эстафета 4х200м в/с), серебро (1500м в/с) и бронзу (400м в/с).
Предолимпийская неделя в Лос-Анджелесе 1983 — золото (1500м в/с), золото (эстафета 4х200м в/с).
Ввиду бойкота СССР Олимпиады-1984 участвовал в играх «Дружба», на которых завоевал две бронзовые медали.

На чемпионатах СССР четырежды становился чемпионом — 400м в/с (1980), эстафета 4×200м в/с (1982, 1984), комплексная эстафета 4×100м в/с (1980). Серебряный призёр чемпионата СССР — 400м в/с (1981, 1982, 1983, 1984), 1500м в/с (1982), эстафета 4×200м в/с (1980). Бронзовый призёр чемпионатов СССР — 1500м в/с (1982, 1983), эстафета 4×200м в/с (1983).
Кубок СССР в плавательном многоборье (1980).
Кубок СССР на 200м в/с (1982).
26 кратный чемпион Украины.
Окончил Киевский институт физической культуры.
После окончания карьеры в 1989 году выступает в категории «мастерс».